# Ginie Line
Ginie Line, de son vrai nom Virginie Peraldi, est une chanteuse française née le 14 mai 1974 à Montreuil en région parisienne. Ginie vient de son vrai prénom, Virginie, et Line provient du prénom de sa sœur, Caroline.

## Biographie

### Débuts
Ginie Line grandit à Marseille où elle suit des études de coiffure tout en s'adonnant à sa passion pour le chant. À 18 ans, elle obtient un certificat d'aptitude professionnelle de coiffure et se fait engager dans un salon de coiffure à Nice. Parallèlement, elle chante dans les pianos-bars de la Côte d'Azur. Elle intègre ensuite un orchestre et fait la tournée des clubs et galas de la Côte d'Azur.
Son premier single, Un simple pas, sort en 1997 chez Chrysalis après plusieurs envois de démos à différentes maisons de disque. De la même veine qu'I Want You Back, les paroles sont de la main de Chantal Peraldi, la mère de l’interprète. Par la suite, elle chante un duo sur l'album de Florent Pagny RéCréation.
Le 2 mars 1999, elle fait partie des douze artistes candidats de la sélection nationale française pour représenter la France au Concours Eurovision de la chanson 1999 se déroulant le 29 mai à Jérusalem. Lors de l'émission en prime-time, retransmise sur France 3 en direct de l'Olympia, présentée par Julien Lepers et Karen Cheryl, elle interprète une chanson intitulée La même histoire. Chaque candidat reçoit des points attribués par un jury d'experts et par les votes des téléspectateurs par téléphone. À la fin des votes, Ginie Line et Nayah arrivent ex æquo avec cinq points (Ginie est 1re grâce au jury et 4e dans le vote des téléspectateurs, Nayah arrive 1re grâce aux téléspectateurs et 4e avec les points du jury). Un règlement créé spécialement pour cette sélection stipule qu'en cas d'égalité entre les candidats, le télévote prédomine pour le classement. Arrivée 1re au télévote, Nayah est déclarée gagnante et donc représentante de la France à l'Eurovision 1999, Ginie Line se classant 2e sur 12.

### Renommée et premier album solo
L'année suivante, Luc Plamondon lui propose de remplacer Hélène Ségara dans le rôle d'Esmeralda pour la tournée de la comédie musicale Notre-Dame de Paris. Ginie Line préfère accepter la proposition de Pascal Obispo. Celui-ci pense à la chanteuse pour incarner le rôle de Néfertari dans la comédie musicale Les Dix Commandements. Pendant plus de trois ans, la production se produit en francophonie ainsi qu'en Corée du Sud.
En fin d'année 2000, elle est choisie par Pascal Obispo et Line Renaud pour chanter au profit de la recherche contre le SIDA Noël ensemble avec d’autres artistes. Sur la compilation caritative, elle interprète également Last Christmas, au sein d'un septuor.
La chanteuse sort en 2001 le single Le dilemme, un des titres phares du spectacle musical qui se classe no 15 des ventes. Elle enregistre en 2001 Ensemble, un duo avec Ray Charles. Ce titre apparaîtra sur le premier album de la chanteuse, Play. Lara Fabian reprendra ce titre en 2010, également en duo avec le chanteur américain. Elle pose sa voix sur le même enregistrement que celui réalisé par Line et Charles. À noter que ceux-ci ne se rencontrent que sur le plateau de télévision Star Academy pour interpréter ce duo.
En janvier 2003, elle assure la première partie de Marc Lavoine à l'Olympia, puis celle de Jenifer pour 37 dates en 2004. Celle-ci lui présente Maxim Nucci, son époux de l'époque, qui lui offre la chance d'intégrer la distribution du film Alive en 2004, avec notamment Richard Anconina, Maxim Nucci, Sonia Lacen et Christophe Willem. Elle y incarne le personnage de Sandra. En plus de ce rôle, Ginie Line participe à la bande originale du film.
Le premier album de la chanteuse, Play, sort en septembre 2005 chez Mercury. Il contient les singles Jusqu'à la tolérance et Ça ne se commande pas, tous deux classés dans les ventes de formats courts. Malgré ces titres, l'album ne rencontre pas réellement le succès et n'obtient que la 78e place des classements.

### Inactivité et retour médiatique
En 2006, elle participe à l'album Dis l'heure 2 hip hop rock produit par Passi, avec l'extrait Je m'envole. En 2008, elle est l'auteur du titre Jusqu'au bout avec Lionel Florence, sur l’album La vie en entier de Sofia Mestari.
Après quelques années d'inactivité, elle intègre en 2010 l'équipe d'origine de Dracula, l'amour plus fort que la mort aux côtés de Nathalie Fauquette, Golan Yosef et Anaïs Delva entre autres. La chanteuse est à l'affiche de la comédie musicale de Kamel Ouali dans le rôle de Satine durant neuf mois, à partir du 30 septembre 2011 au Palais des sports de Paris. Elle y compose et interprète notamment la ballade Qui peut le juger ?, qui clôt la fin du premier acte du spectacle.
En février 2013, elle monte sur la scène en tant que tête d'affiche de la chorale Le Chœur du Sud aux côtés de Renaud Hantson, Merwan Rim, Mikelangelo Loconte ou encore Daniel Lévi et Pablo Villafranca.
En 2014, elle participe à la troisième saison de The Voice, la plus belle voix sur TF1. Elle intègre l'équipe de Jenifer, avec la chanson (Where Do I Begin) Love Story de Shirley Bassey. Elle remporte l'épreuve des battles avec le titre Come Back To Me d'HollySiz. Elle accède aux primes-times en direct en chantant Rue de la paix de Zazie lors de l'épreuve ultime. Elle est éliminée par son coach lors du premier prime-time en direct après son interprétation de I Love Rock 'n' Roll de Joan Jett.
Durant l'été 2014 et 2015, elle réitère l’expérience Le Chœur du Sud aux côtés de Merwan Rim, Mikelangelo Loconte, Maurane ou encore Daniel Lévi et Pablo Villafranca,.
Ginie Line se produit sur scène en 2016 avec la tournée de The Voice, puis avec Le Chœur du Sud le 8 juillet 2016 et en tournée.

## Singles
- Un simple pas (Chrysalis, 1997)
- Ne plus avoir peur (Chrysalis, 1999)
- Le dilemme, extrait des Dix Commandements (Atletico records, 2001)
- Ensemble, duo avec Ray Charles (Crossover Records, 2002)
- Ailleurs (Mercury, 2002)
- C'est moi qui fait l'homme (Mercury, 2003)
- Jusqu'à la tolérance (Mercury, 2005)
- Ça ne se commande pas, nouvelle version en duo avec David Parienti (Mercury, 2006)
- Je m'envole, extrait de la compilation Dis l'heure 2 hip hop rock (Mercury, 2006)
- Qui peut le juger, extrait de Dracula, l'amour plus fort que la mort (Warner, 2011)

## Autres titres
- Après l'amour (1998)
- La même histoire, titre candidat de la présélection française pour l'Eurovision 1999.
- J'oublierai ton nom, en duo avec Florent Pagny, extrait de l'album RéCréation du chanteur (1999)
- Fever, duo avec Marc Laurens extrait de l'album du chanteur Paris : New York (2000)

Nombreux duos live :
- Duo avec Garou Je te promets
- Duo avec Florent Pagny Vivo per lei (émission Taratata)
- Duo avec Sofia Essaïdi Mistral Gagnant (émission TNT Show)
- Duo avec Jenifer Tandem
- Duo avec Anggun Hot stuff, également en version trio avec Tina Arena (fête de la musique)
- Duo avec Emmanuel Moire Banlieue nord & La bohème (émission hommage à Daniel Balavoine)
- Trio avec Ishtar et Ève Angeli Waterloo
- Duo avec David Parienti sur Ca ne se commande pas

## Cinématographie / spectacle
- Rôle de Néfertari dans la comédie musicale Les Dix Commandements (2000)
- Rôle de Sandra dans le film Alive, aux côtés de Maxim Nucci et Richard Anconina (2004)
- Rôle de Satine dans la comédie musicale de Kamel Ouali, Dracula, l'amour plus fort que la mort (2011)